# 宇都宮市立国本中央小学校
宇都宮市立国本中央小学校（うつのみやしりつ くにもとちゅうおうしょうがっこう）は、栃木県宇都宮市にある公立小学校。

## 沿革
- 1899年(明治32年)4月19日 - 河内郡国本村高等小学校として創立開校。開校式典を挙げる。
- 1910年(明治43年)3月29日 - 河内郡国本尋常高等小学校と校名改称。
- 1941年(昭和16年)4月1日 - 河内郡国本村立国本国民学校と改称
- 1947年(昭和22年)4月1日 - 河内郡国本村立国本小学校と改称
- 1948年(昭和23年)11月1日 - 河内郡国本村立国本中央小学校と改称
- 1954年(昭和29年)11月1日 - 宇都宮市立国本中央小学校と改称
- 1965年(昭和40年)2月19日 - 創立65周年記念式典・校歌制定
- 1969年(昭和44年)7月7日 - 創立70周年記念式典・新校旗樹立
- 1986年(昭和61年)7月30日 -　新プール落成
- 1991年(平成3年)3月11日 - 新体育館落成
- 1999年(平成11年)10月23日 - 創立100周年記念式
- 2010年(平成22年)1月23日 - 創立110周年記念式・講演会
- 2019年(平成31年)1月23日-創立120周年記念式

## 通学区域
岩原町、宝木本町の一部、新里町の一部、野沢町の一部

## 進路
卒業生の大半は国本中学校へ進むが中学受験などを受け、宇都宮大学共同教育学部附属中学校や私立中学校へ進学する場合もある。